# André Chastagnol
André Chastagnol (* 21. Februar 1920 in Paris; † 2. September 1996 ebenda) war ein französischer Althistoriker und Epigraphiker. Er gilt als einer der herausragenden Vertreter seines Faches in Frankreich des 20. Jahrhunderts.
André Chastagnol stammte aus einfachen Verhältnissen. Von 1937 bis 1941 studierte er an der Sorbonne Geschichte und Geografie. Zu seinen Lehrern gehörte insbesondere André Piganiol, der Chastagnol die lateinische Epigraphik nahebrachte. 1946 bestand er die Prüfung für das Lehramt und wurde Gymnasiallehrer in Châteauroux, 1950 in Versailles. 1956 wechselte er als wissenschaftlicher Mitarbeiter an das Centre national de la recherche scientifique, ein Jahr später wurde er Lehrbeauftragter für Alte Geschichte an der Universität Algier. 1960 ging er in derselben Funktion an die Universität Rennes und wurde dort noch im gleichen Jahr nach der an der Sorbonne erfolgten Dissertation zu den spätantiken römischen Stadtpräfekten und deren Fasten Professor für Römische Geschichte. 1965 ging er an die im Jahr zuvor gegründete Entlastungsuniversität der Sorbonne, Universität Paris-Nanterre. In Nachfolge von Hans-Georg Pflaum lehrte Chastagnol auch an der École pratique des hautes études. 1969 erfolgte die Berufung an die Sorbonne, wo er 1984 emeritiert wurde.
Als Chastagnols Hauptwerk gilt seine Dissertation zu den spätantiken römischen Stadtpräfekten und deren Fasten, die in zwei Bänden publiziert wurde. Die Arbeit machte ihn nicht nur schlagartig in internationalen Fachkreisen bekannt, sondern sollte auch seine weitere Forschung stark beeinflussen, in der er sich weiterhin insbesondere den administrativen Strukturen, der staatlichen Verwaltung, den Ämtern und dem römischen Recht widmete. Bei seinen Forschungen zur Verwaltungselite befasste er sich auch immer wieder mit einzelnen Persönlichkeiten und deren Laufbahnen sowie dem Römischen Senat. Seinen Forschungsschwerpunkt legte Chastagnol auf das dritte bis sechste nachchristlichen Jahrhundert, also die Spätantike, geografisch befasste er sich vor allem mit den Regionen Gallien, Italien und Nordafrika. Er galt als herausragender Kenner des römischen Rechts, der Numismatik und insbesondere der Epigraphik. Daneben forschte er auch zur Historia Augusta.
Die Arbeiten Chastagnols gelten bis heute als aktuell, vor allem seine Forschungen zur Spätantike wiesen der Forschung neue Wege und halfen mit, diesen Zeitabschnitt im letzten Drittel des 20. Jahrhunderts grundlegend neu zu bewerten. Er veröffentlichte eine große Zahl an Publikationen, die bis heute rezipiert werden, darunter 200 Monografien, Aufsätze und Beiträge. Von 1974 bis 1990 war er Mitherausgeber der Année Epigraphique, von 1977 bis 1979 Präsident der Société Française de Numismatique. Für seine wissenschaftlichen Leistungen wurde Chastagnol hoch geehrt. Er war Ritter des Ordre national du Mérite, Kommandeur des Ordre des Palmes Académiques und korrespondierendes Mitglied des Deutschen Archäologischen Instituts, der Polnischen Akademie der Wissenschaften sowie der Pontificia Accademia Romana di Archeologia. Zu seinen akademischen Schülern gehörten Stéphane Benoist, Roland Delmaire, Ségolène Demougin sowie Patrick Le Roux, an der École pratique des hautes études hörten bei ihm unter anderem Michel Christol, Xavier Loriot und François Jacques. Seine umfassende Bibliothek ist heute als Bibliothèque André Chastagnol Teil der Bibliothèque Serpente der Maison de la recherche der Universität Paris IV.

## Schriften (Auswahl)
- La préfecture urbaine à Rome sous le Bas-Empire (= Publications de la Faculté des Lettres d'Alger. Band 34). Presses Universitaires de France, Paris 1960.
- Les Fastes de la Préfecture de Rome au Bas-Empire (= Études prosopographiques. Band 2). Nouvelles Éditions Latines, Paris 1962.
- Le Sénat romain sous le règne d’Odoacre. Recherches sur l’épigraphie du Colisée au Ve siècle (= Antiquitas. Reihe 3, Band 3). Rudolf Habelt, Bonn 1966.
- Le Bas-Empire. Armand Colin, Paris 1969. 2. Auflage 1981.
- Recherches sur l’Histoire auguste (= Antiquitas. Reihe 4, Band 6). Rudolf Habelt, Bonn 1970.
- La fin du monde antique. De Stilicon à Justinien (V siècle et début VI). Recueil de textes présentés et traduits. Nouvelles Éditions Latines, Paris 1976.
- L’Album municipal de Timgad (= Antiquitas. Reihe 3, Band 22). Rudolf Habelt, Bonn 1978.
- L’évolution politique, sociale et économique du monde romain de Dioclétien à Julien. La mise en place du régime du Bas-Empire (284–363) (= Regards sur l'histoire. Band 47). Société d’édition d’enseignement supérieur, Paris 1982. 2. Auflage 1985.
- L’Italie et l’Afrique au Bas-Empire. Études administratives et prosopographiques. Scripta varia. Presses universitaires, Lille 1987, ISBN 2-86531-028-0.
- Le Sénat romain a l’epoque imperiale. Recherches sur la composition de l’Assemblée et le statut de ses membres. Les Belles Lettres, Paris 1992.
- Histoire auguste. Les empereurs romains des 2. et 3. siecles. Laffont, Paris 1994.
- Aspects de l’antiquité tardive. Scripta varia II. L’Erma di Bretschneider, Roma 1994.
- La Gaule romaine et le droit latin. Recherches sur l’histoire administrative et sur la romanisation des habitants. Scripta varia III. De Boccard, Lyon 1995.
- Le pouvoir impérial à Rome. Figures et commémorations. Scripta varia IV. Herausgegeben von Stéphane Benoist und Ségolène Demougin. Droz, Genève 2008.

Eine Bibliographie für die Jahre 1950 bis 1986 findet sich in André Chastagnol: L’Italie et l’Afrique au Bas-Empire. Études administratives et prosopographiques. Scripta varia. Presses universitaires, Lille 1987, ISBN 2-86531-028-0, S. 11–21.